# هکنهال
هکنهال (به انگلیسی: Hockenhull) یک روستا و محله مدنی در بریتانیا است که در Cheshire West and Chester واقع شده‌است. هکنهال ۱۹ نفر جمعیت دارد.